# Hugh Dalton
Edward Hugh John Neale Dalton, Barón Dalton (Neath, 16 de agosto de 1887–Londres, 13 de febrero de 1962), fue un economista y político laborista británico que ejerció de canciller de la Hacienda del Reino Unido de 1945 a 1947.
Desempeñó un importante papel en la política exterior del Partido Laborista durante los años 1930: contrario al pacifismo, promovió el rearme para combatir la amenaza alemana y se opuso firmemente a la política de apaciguamiento del primer ministro Neville Chamberlain en 1938. Dalton formó parte del gabinete de coalición de Winston Churchill durante la Segunda Guerra Mundial, y tras la evacuación de Dunkerque fue nombrado ministro de Economía de Guerra y encargado de la Dirección de Operaciones Especiales. Más tarde, durante la guerra fue presidente de la Cámara de Comercio. Como canciller del gobierno laborista de Clement Attlee, llevó la política de dinero barato demasiado lejos y no manejó adecuadamente la crisis de la libra esterlina de 1947, durante la cual se malgastó buena parte del empréstito angloamericano de 1946. Su posición política se tambaleó en 1947 cuando se vio forzado a dimitir por revelar a un periodista, al parecer involuntariamente, un fragmento de los presupuestos minutos antes de dar su discurso presupuestario. Posteriormente Dalton regresaría al gabinete para desempeñar puestos de relativamente menor entidad.
Su biógrafo Ben Pimlott lo ha caracterizado como gruñón, irascible, dado a juzgar a la ligera y falto de cualidades administrativas. Pimlott también reconoció en Dalton a un radical genuino y a un político inspirado; un hombre, citando a su viejo amigo y crítico John Freeman, «sensible, humano, y de inquebrantable lealtad hacia aquellas personas que lo igualaban en talento».